# Battipaglia
Battipaglia är en ort och kommun i provinsen Salerno i regionen Kampanien i Italien. Kommunen hade 51 005 invånare (2017). Orten är känd för sin tillverkning av buffelmozzarella.